# Victor Delporte
Pour les articles homonymes, voir Delporte.
Dr Victor Alfred Louis Delporte, né le 18 août 1855 à Dour et y mort le 20 mars 1914 est un homme politique belge, membre du parti catholique.
Il est docteur en médecine (université de Louvain, 1879). Il est fondateur de la Fédération catholique boraine (1893).
Delporte est élu député entre 1900-1904 et en 1908 et le reste jusqu'à son décès.
Son fils, Louis, avocat, est juge au Tribunal de première instance de Mons.